# Bomba (Italie)
Pour les articles homonymes, voir Bomba (homonymie).
Bomba est une commune italienne de moins de 1 000 habitants, située dans la province de Chieti, dans la région Abruzzes, en Italie méridionale.

## Les origines du nom
Certains (De Giovanni[Qui ?]) affirment que le nom du village dériverait d'un mot latin, à son tour d'origine onomatopéique, ce qui signifierait un bourdonnement ou un grondement, car à l'époque romaine une cascade aurait été trouvée à proximité, cause d’un grondement caractéristique dans la vallée.
Le dictionnaire UTET renvoie le terme bombe au sens de "boire", voir la mbumba calabraise, ou l'autre bumba (onomatopée infantile).
Concernant le nom, selon certains Bomba aurait donné lieu à l'expression italienne
« retournons à Bomba » (pour « reprenons la discussion d'où elle a été interrompue ») : cette expression aurait été utilisée pour la première fois dans un passage d'une oraison parlementaire de Silvio Spaventa, qui, à plusieurs reprises interrompu par ses collègues, lorsqu'il faisait référence à sa ville natale, l'aurait prononcé avec une vive exclamation. Cependant, le dicton existait déjà depuis le Moyen Âge et fait référence à la "bombe" comme un lieu libre pour le jeu de cache-cache.

## Histoire

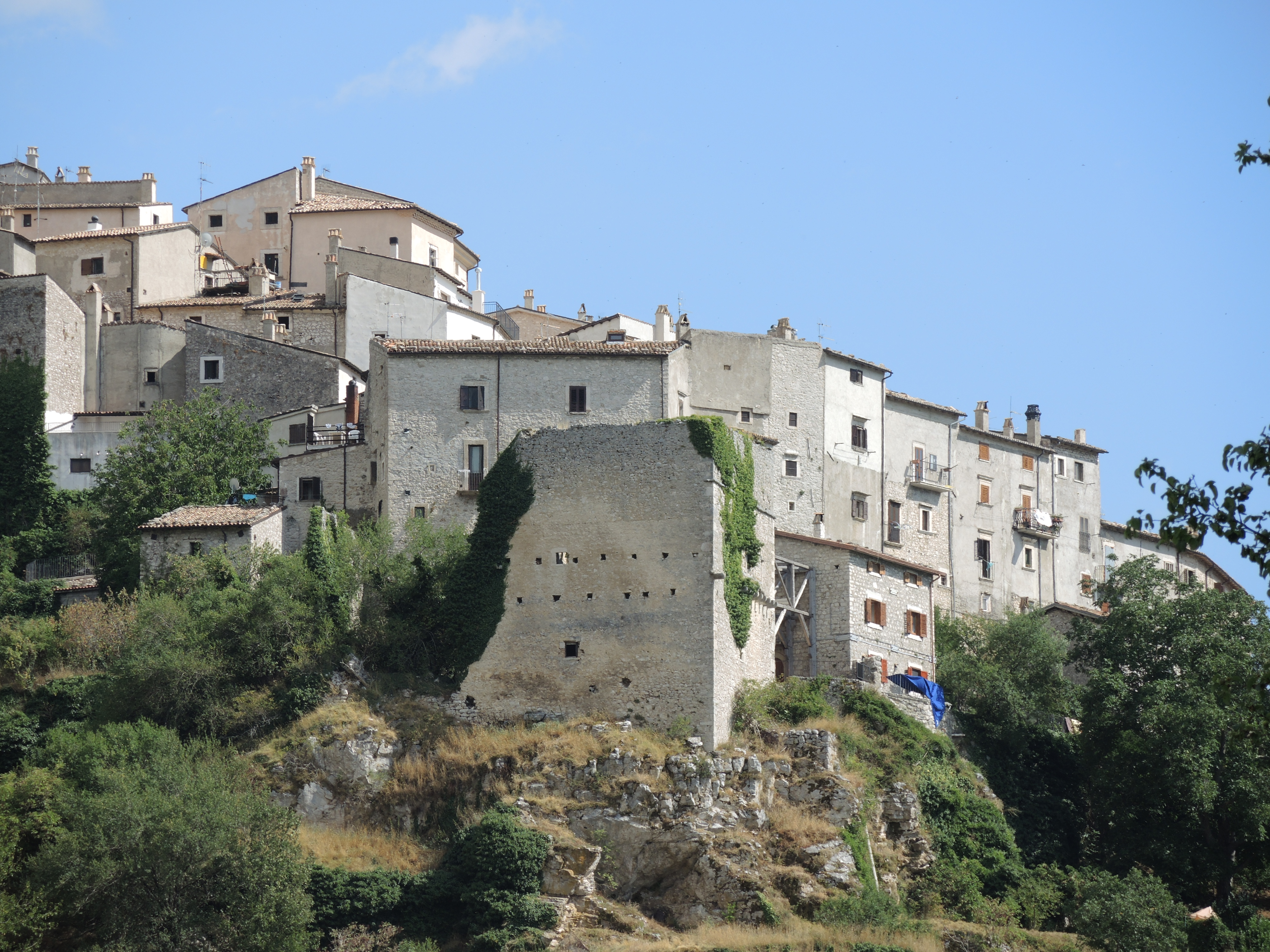
Vue sur les anciennes maisons.

La première mention historique de Bomba remonte aux manuscrits de la Curie archiépiscopale de Chieti concernant les impôts ecclésiastiques au XIIe siècle.
En 1269, Carlo d'Angiò a fait don de Bomba, ainsi que de Chieti et de nombreux villages de la vallée de Sangro et des environs, à Ranulfo di Courtenay.
Lors du recensement de la taxe du focatico, établi par Alfonso V d'Aragon, il y a eu 79 incendies à Bomba, ce qui équivaut à environ 400 habitants. Au XVIe siècle, les incendies étaient devenus 121 (pour environ 600 habitants). Le seigneur féodal de cette période était le pro-français Giovanni Maria Annechino, qui a par la suite perdu son fief en n'ayant pas prêté allégeance aux vainqueurs espagnols. Le fief a ensuite été accordé à John Genovoyx, seigneur de Chalem.
Plus tard, il est passé à Giovan Battista Marino et de ceux-ci, en 1631, à son fils Vincenzo. Ce dernier mourut sans héritiers, la querelle revint à l'État royal et fut achetée d'abord par les frères dominicains de Rome puis par Giuseppe Caravita au nom du cardinal Carlo Pio di Savoia. Plus tard, il est passé au fils de Giuseppe, Nicola Caravita, et en 1699, il a été acheté par le marquis Tommaso Adinari, dont la famille l'a maintenu jusqu'à la fin de la féodalité. La population est tombée à 61 incendies (soit environ 300 habitants).
En 1866, Bomba avait 4 députés au Parlement du royaume d'Italie. En 1817 et 1822, les frères Bertrando et Silvio Spaventa sont nés à Bomba, patriotes et intellectuels italiens bien connus, également parents de la famille Croce di Montenerodomo. Silvio s'est battu pour la cause des Abruzzes dans le Risorgimento italien, et dans son discours, il a fait connaître la plaisanterie "retournons à la bombe" pour reprendre le fil d'un discours. L'éclairage électrique a été construit en 1908.
Au début du XXe siècle, des aqueducs ont été construits pour le système d'eau.
Bomba a subi des pertes au cours de la Seconde Guerre mondiale, mais pas de dommages graves en raison des bombardements (sinon de la destruction de l'église de San Mauro), étant donné que le front a été déplacé plus à l'ouest, près de la rivière Aventino dans la " ligne Gustav ". En 1957, la rivière Sangro a été détournée pour la construction d'un lac artificiel sous Bomba, utilisé comme ressource hydroélectrique; au fil des ans, il est également devenu une source de tourisme.

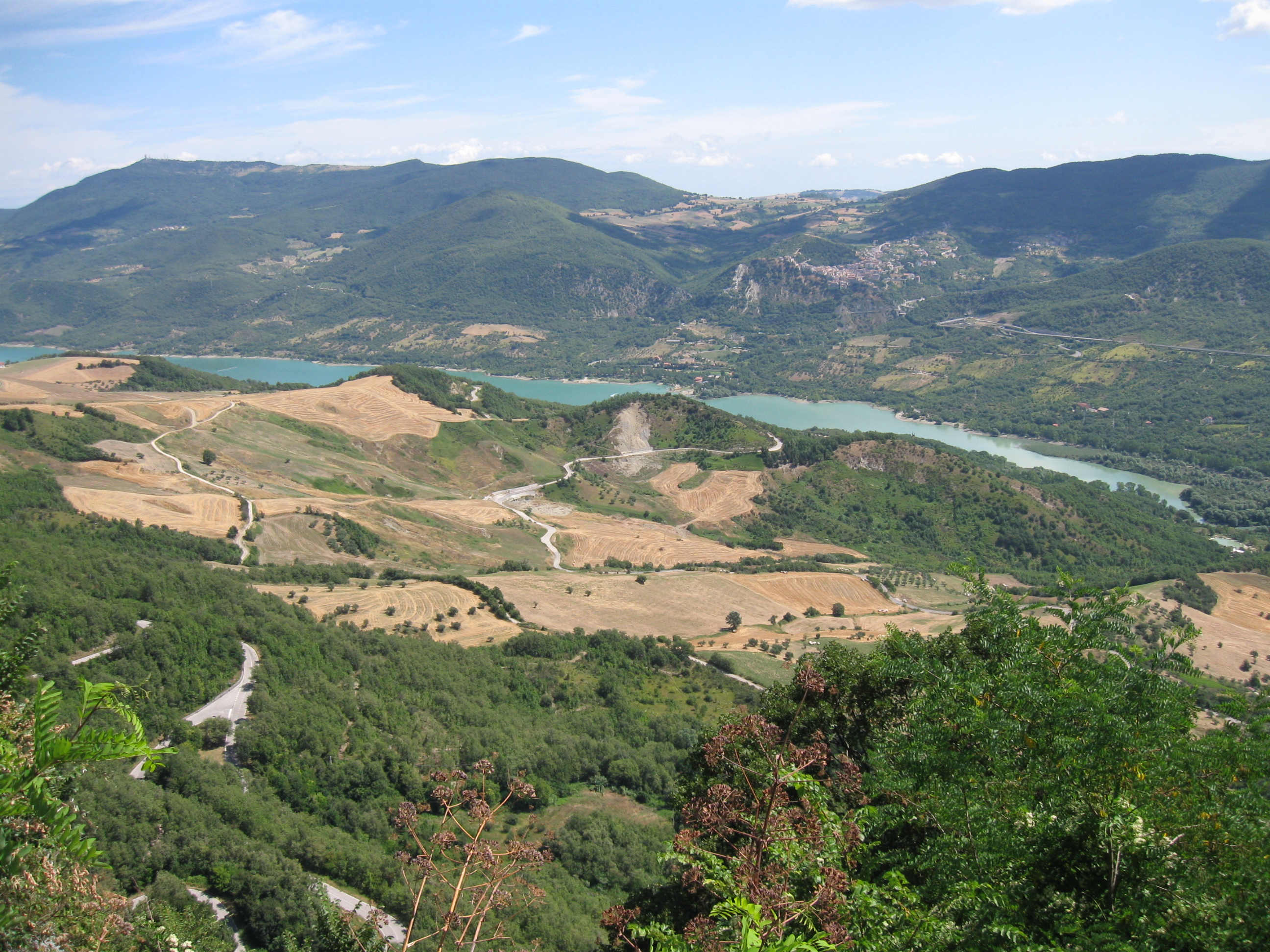
Le lac.

Dans les années 1960, le pays a commencé à perdre drastiquement une partie de la population en raison du phénomène migratoire, phénomène qui s'est également produit dans les pays voisins. Une diminution de l'émigration s'est produite quelques années plus tard avec l'installation du pôle industriel Honda-Sevel à Atessa, et avec la construction de la route nationale 652 de Fondo Valle Sangro, qui passait juste sous la ville, facilitant les connexions en voiture. Cependant, la construction de la route nationale dans le tronçon de Bomba a été marquée par des accidents et en 1973 par une grave instabilité hydrogéologique, qui a provoqué l'effondrement d'un morceau de route dans la région de Colledimezzo. Un autre tronçon de route, en raison de problèmes d'instabilité du sol, a été laissé inachevé dans les environs de Valle Cupa, comme on peut encore le voir aujourd'hui.

## Économie
Ces derniers temps, à partir des années 1990, Bomba a transformé son économie, principalement agricole, dans le secteur tertiaire et touristique, en pivotant sur les monuments du centre historique, sur les figures de Bertrando et Silvio Spaventa et sur le lac artificiel.

## Administration
| Période        | Période        | Maire            | Parti                                                              | Charger | Notes |
| -------------- | -------------- | ---------------- | ------------------------------------------------------------------ | ------- | ----- |
| 23 aprile 1995 | 13 giugno 2004 | Nicola Passerini | Lista civica di centro-destra (1995-1999) Lista civica (1999-2004) | Sindaco | ,     |
| 14 giugno 2004 | 7 giugno 2009  | Raffaele Nasuti  | Lista civica                                                       | Sindaco | [ 5 ] |
| 8 giugno 2009  | 25 maggio 2014 | Donato Di Santo  | Lista civica di centro-destra Bomba protagonista                   | Sindaco | [ 6 ] |
| 26 maggio 2014 | 25 maggio 2019 | Donato Di Santo  | Lista civica di centro-destra Bomba protagonista                   | Sindaco | [ 7 ] |
| 26 maggio 2019 | in carica      | Raffaele Nasuti  | Lista civica Bomba prospettiva comune                              | Sindaco | [ 8 ] |

### Autres information administrative
Faisant autrefois partie de la communauté de montagne de Valsango, la municipalité est fusionnée avec la communauté de montagne de Sangro-Vastese,.

## Géographie

### Hameaux
Sambuceto et Vallecupa.

### Communes limitrophes
Archi, Atessa,Colledimezzo, Pennadomo, Roccascalegna, Tornareccio et Villa Santa Maria.

## Galerie

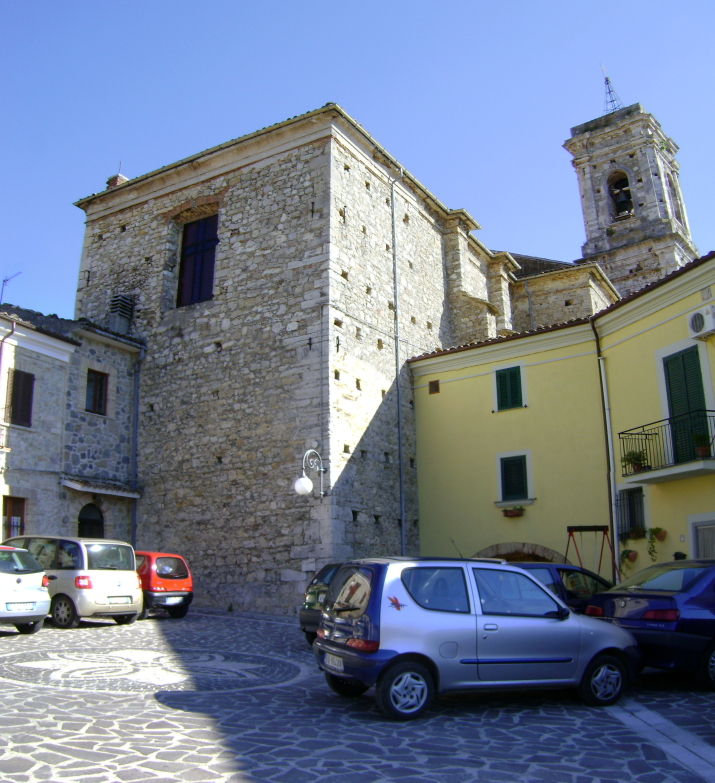
Le presbytère.
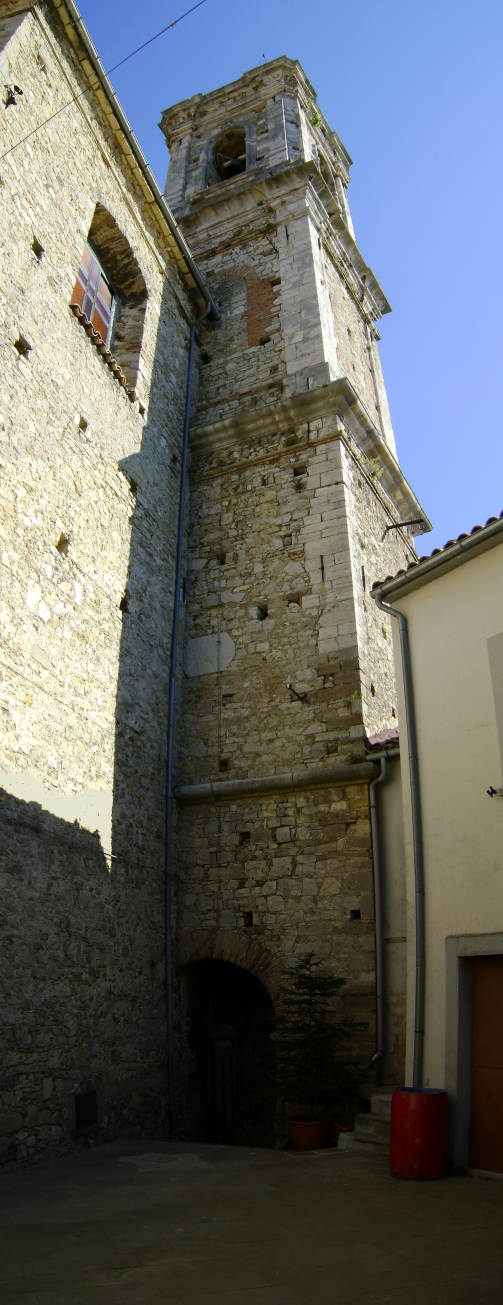
Le campanile.
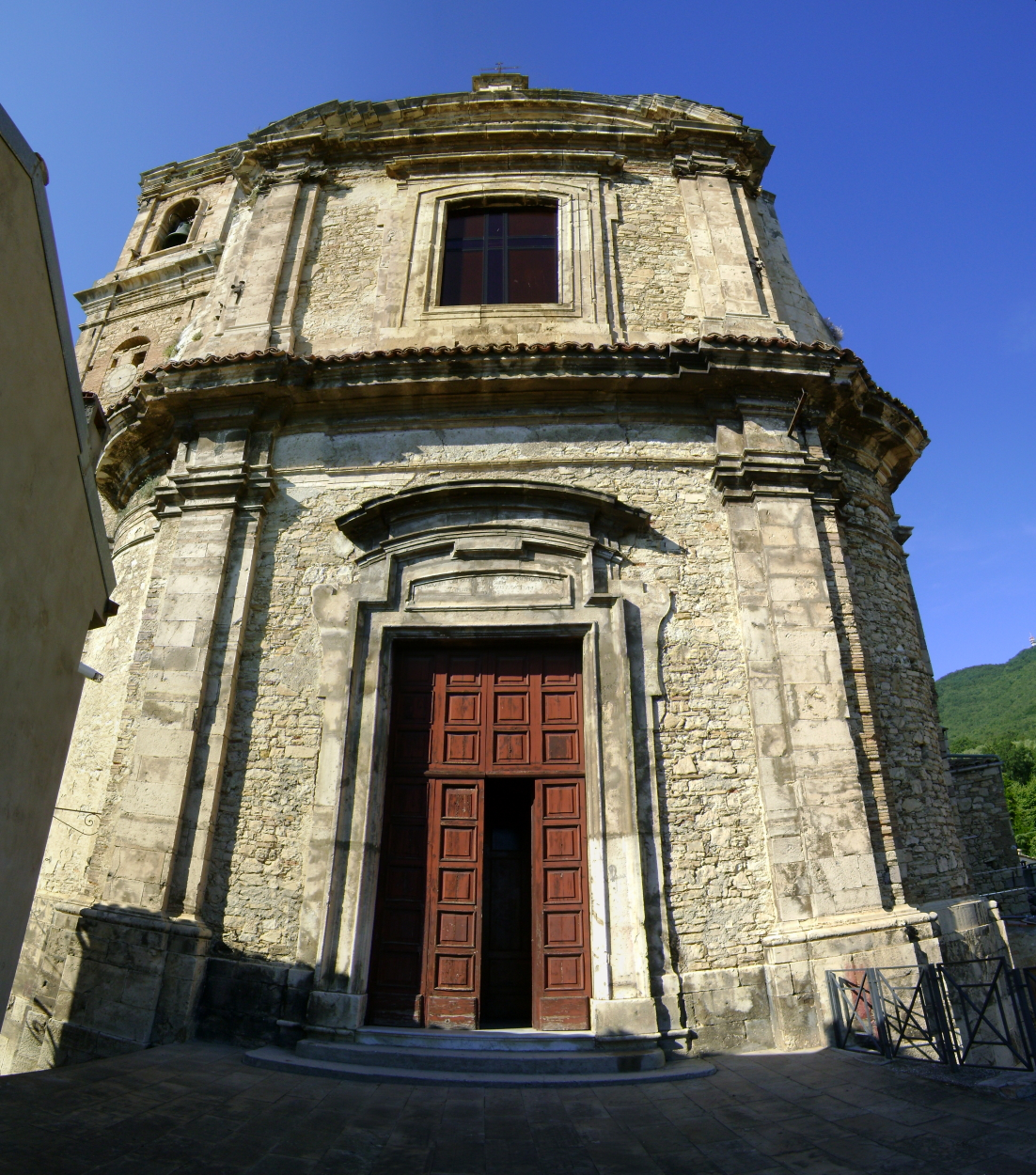
Le portail d'entrée de l'église.
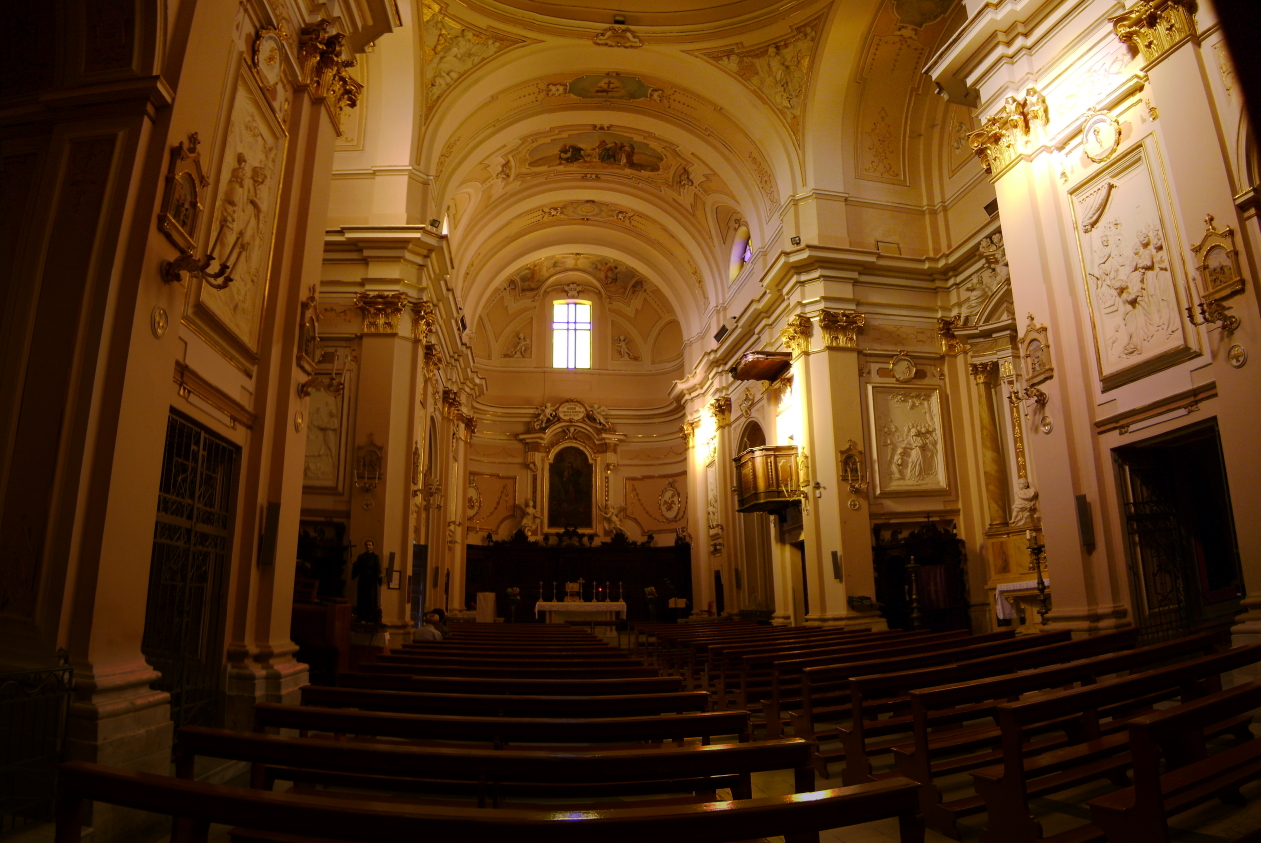
L'intérieur de l'église.

## Monuments et lieux d'intérêt

### Architecture religieuse

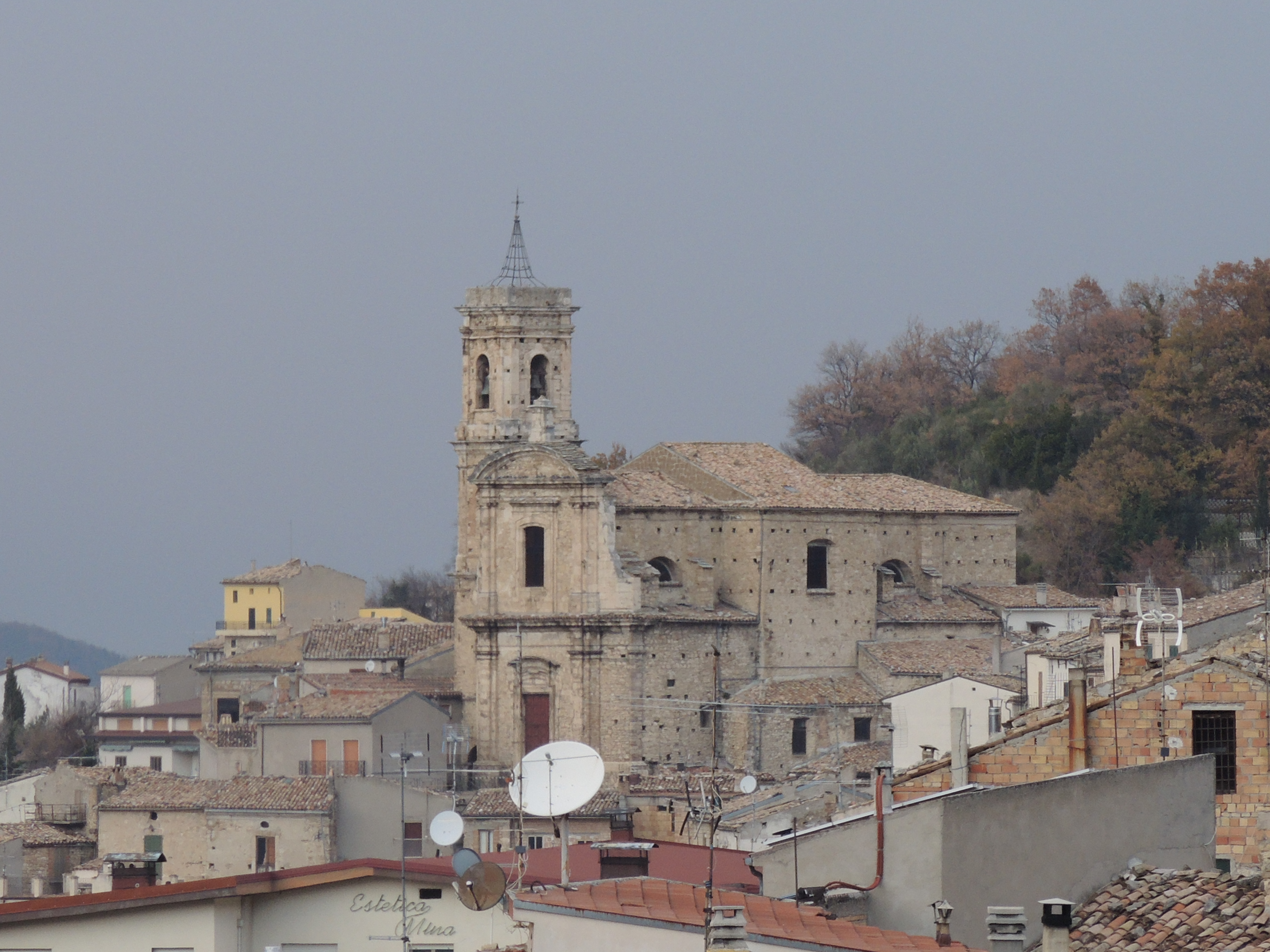
L'église Santa Maria del Popolo (Sainte-Marie du Peuple).

- L'église Santa Maria del Popolo (Sainte-Marie du Peuple).Église Sainte-Marie-du-Peuple : elle est située dans le centre historique en position dominante. C'était à l'origine la chapelle des seigneurs du château, aujourd'hui disparue, près du sol de la tour. La structure actuelle appartient à la reconstruction du bâtiment au XVIIIe siècle; dans l'élévation latérale, il a un portail de 1742, tandis que la façade est précédée d'un cimetière panoramique. Le clocher est une tour au sommet ornée d'une cage métallique pour les cloches de l'heure. La façade est plutôt sobre, dans le style baroque tardif du XVIIIe siècle. L'intérieur présente une croix grecque avec une abside allongée ornée d'un chœur en bois de noyer, œuvre de Domenico De Simone da Agnone. Les stucs sont de Carlo Piazzoli et Alessandro Terzani, également actifs à Lanciano, tandis que les peintures sont de Ludovico De Maio, un peintre lombard qui a également fait des courses à Chieti.

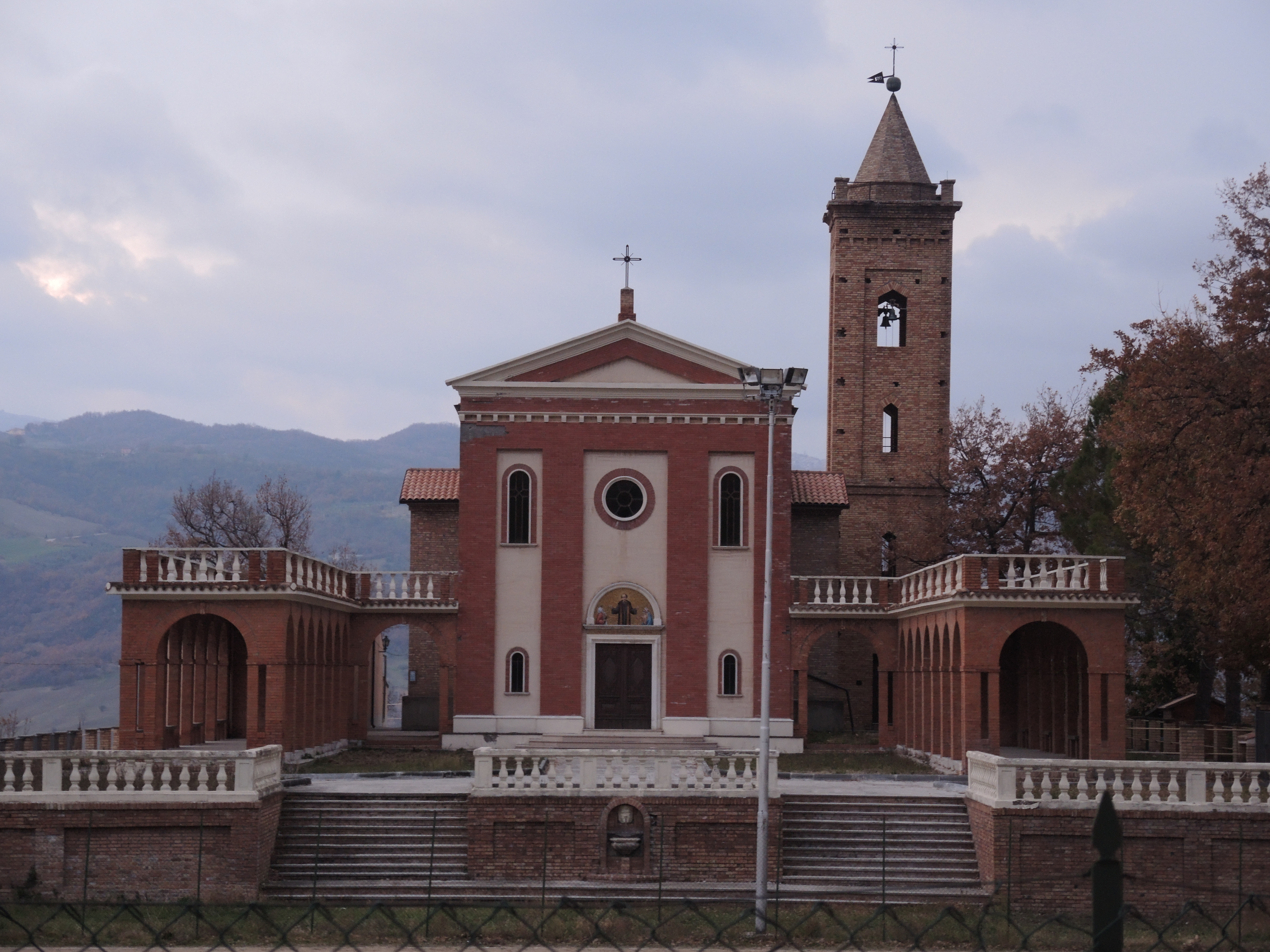
L'église Saint-Maur (San Mauro).

- L'église Saint-Maur (San Mauro).Sanctuaire de San Mauro Abate : il est situé en aval, en dessous du centre, et est une reconstruction des années 1950 d'un ancien du XVIIe siècle, détruit pendant la Seconde Guerre mondiale. Le projet est réalisé par Arch. Dr Alessio Mancini de Rome. San Mauro est très vénéré dans la région en raison de guérisons miraculeuses; l'église a été reconstruite dans un style roman, avec une façade rouge pourpre et blanc lait, ponctuée de pilastres et une rosace donnant sur un portail roman avec une lunette en mosaïque. Le clocher est le seul élément d'origine, avec un plan en tourelle et une flèche conique. Un cimetière précède l'accès, composé de deux arcades latérales à arcades. L'intérieur à nef unique est très simple, rappelant le baroque sobre du XVIIIe siècle.
- Église Sainte-Anne : petite église périphérique au centre, située sur la rue homonyme. Il a l'apparence d'un temple à pignon du XVIIIe siècle, avec une façade sobre ornée d'une grande fenêtre et un intérieur de nef à stuc unique.
- Église de Santa Maria del Sambuco (fraction de Sambuceto): église de 1649 construite pour une apparition mariale dans une usine de sureau, très abondante dans la région, d'où le nom du quartier. L'église a été restaurée en 1967, afin d'apparaître parfois moderne, et d'intérêt a une photo de l'apparition mariale, et une statue dédiée à la Vierge.L'église San Rocco (Saint-Roch).

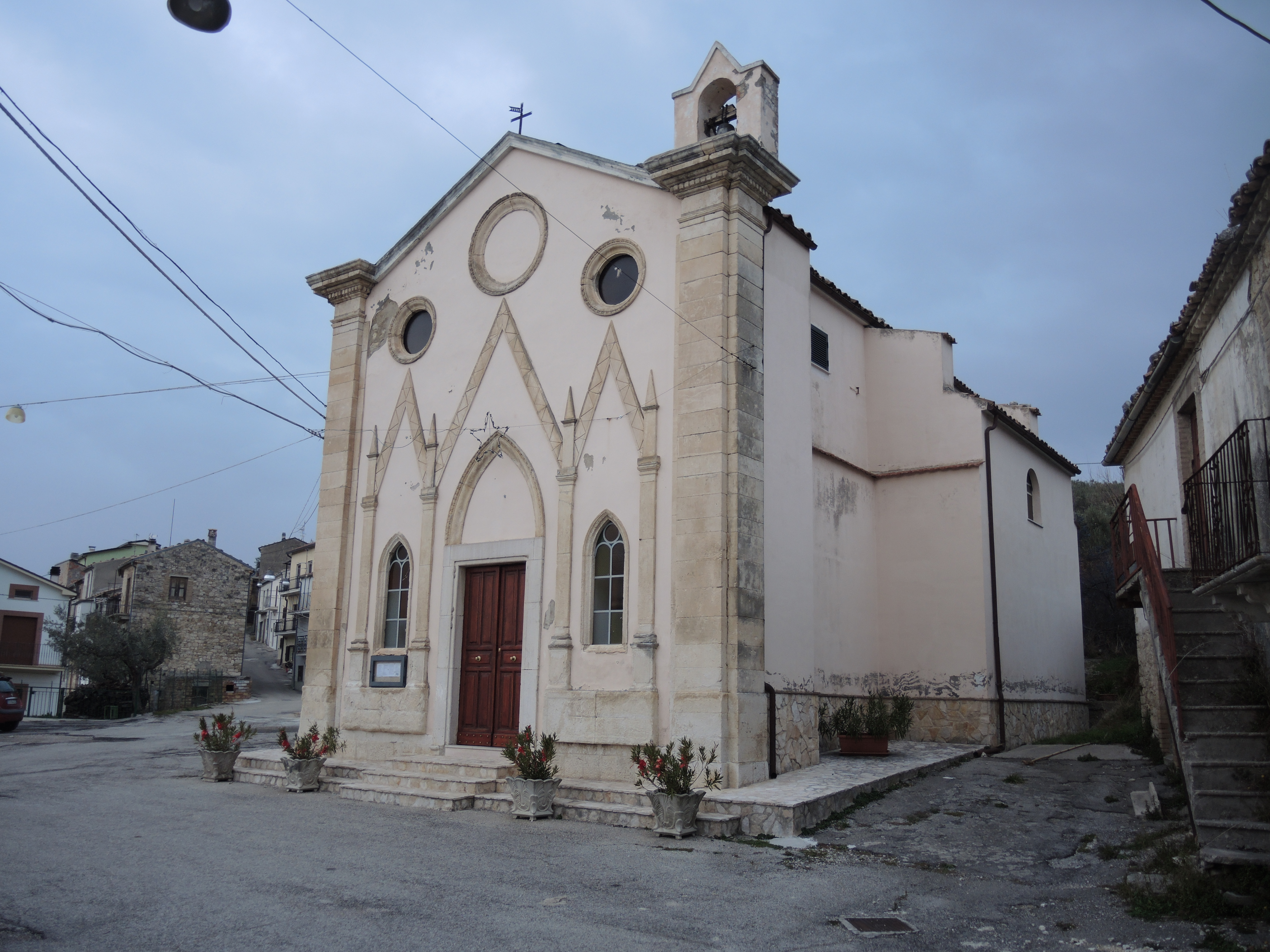
L'église San Rocco (Saint-Roch).

- Église Saint-Roch (hameau de Vallecupa): église construite dans un ancien couvent. Il a un extérieur roman gothique et un intérieur à nef unique avec deux chapelles.
- Église Saint-Maur-Hors-les-Murs : construite au XIIIe siècle, elle abrite les sépultures des derniers marquis qui régnaient sur la ville au XVIIIe siècle[11].
- L'église de Sant Antonio s'estompe : elle est située à Sant Antonio, et remonte à 1526 construite à la demande du baron Antonio Annechino, utilisée pour les pèlerins et les bergers transhumants sur le chemin de la rivière Sangro. L'église a été rénovée en 1777 et a l'apparence d'une simple chapelle: façade romane avec couronnement du tympan incurvé; le portail rond a une statue de Saint-Nicolas près de la lunette; l'intérieur a une seule nef avec deux retables latéraux: l'Assunta et San Antonio di Padova.

### Musées et architecture civile
- Musée ethnographique de Bomba - Situé dans via Roma et fondé en 1990, le musée dispose de six salles qui reproduisent la maison paysanne typique de la région et où les outils anciens utilisés depuis des millénaires dans la vie quotidienne des populations locales sont collectés[12].

- Borgo di Sant'Antonio al Ponte, situé à l'endroit où la rivière Sangro forme un gué et où un pont à péage a été construit[13].
- Murs et portes urbains, datant peut-être du XIIe siècle. L'une des portes a été remodelée au XVIIIe siècle, tandis que d'autres sont endommagées par le passage du temps ou ont disparu ne laissant que des traces[14]. Un supportico mène de la place centrale au centre historique: on y accède par une arche ronde sur les montants de laquelle se trouve l'inscription VB, qui indiquerait Universitas Bumbae[14].
- Palazzo Spaventa, probablement construit au XIXe siècle[15]. Il est situé dans via Casa Spaventa et les frères Bertrando et Silvio Spaventa y sont nés.
- Palazzo Scotto, construit au XVIIIe siècle[16].
- Palazzo Nasuti, a des plafonds voûtés en partie décorés de fresques[17].

- Caserne des carabiniers, construite dans la seconde moitié du XIXe siècle[18].
- Bâtiment municipal de la Piazza Matteotti, construit au XIXe siècle[19].
- Palais baronnial, peut-être d'origine du XVIe siècle XVIe siècle[20].
- Palazzo Magazieno, juste à l'extérieur des murs de la ville et en ruines[21].

### Site archéologique de Monte

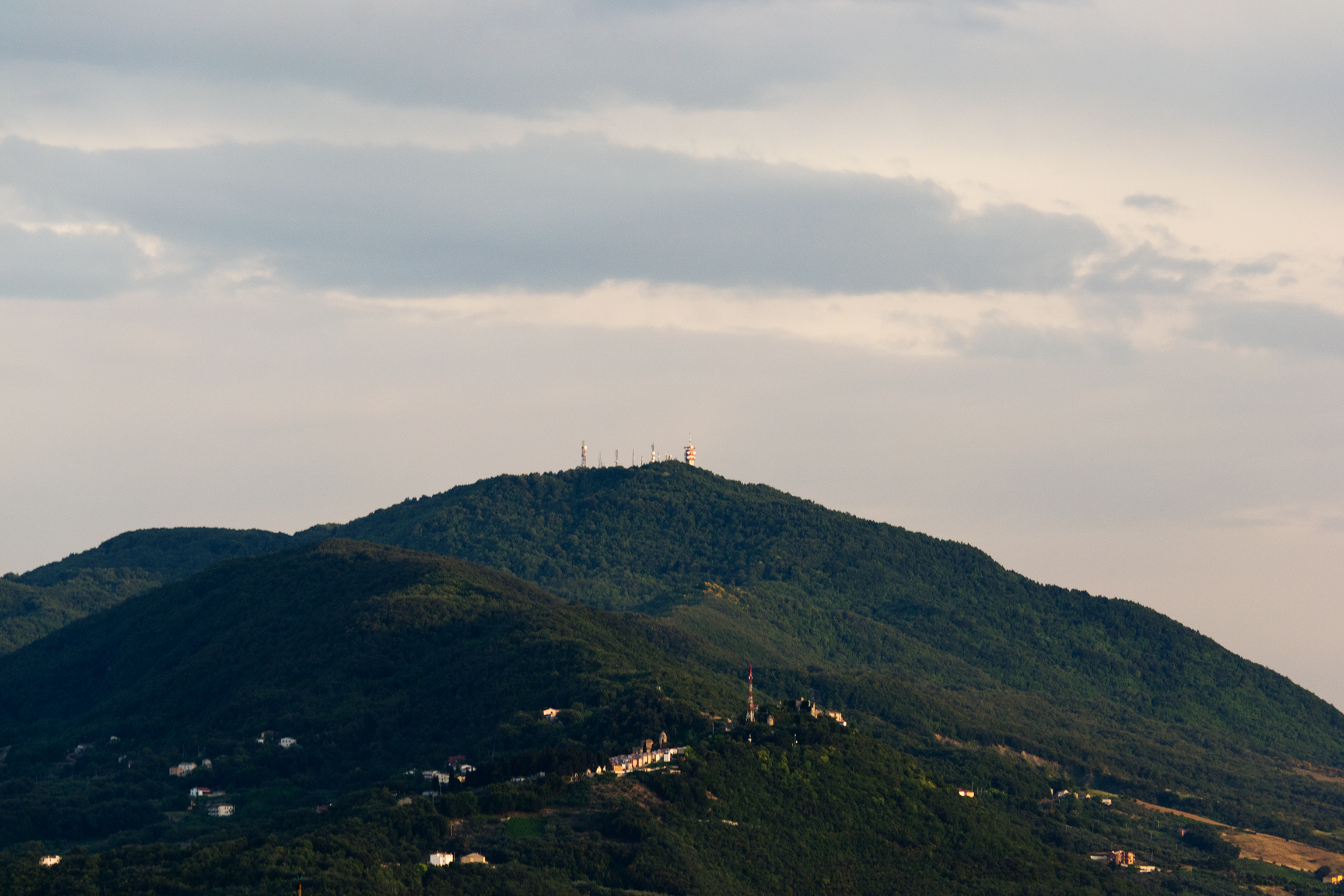
Mont Pallano.

Au-dessus du mont Pallano, à la frontière avec Tornareccio et Atessa , se trouvent les murs cyclopéens du site de Pallanum , récupérés dans les années 1990 pour un parc archéologique équipé.

### D'autres monuments et lieux
- Monument à Silvio Spaventa : statue réalisée par Adolfo Laurenti en 1898, située sur la Piazza Matteotti. Il a des formes monumentales classiques du XIXe siècle.
- Monument aux morts, construit en 2000 par Luciano Caravaggio et représente une corde qui sort d'un rocher. Il y a les noms de 37 morts au cours de la Seconde Guerre mondiale plus 3 civils tombés de Bomba ou originaires de Bomba, ainsi que les noms de 3 autres morts dans d'autres guerres[22].
- Lac de Bomba : bassin lacustre artificiel construit en 1957 en détournant le cours du Sangro. Il est situé juste en dessous de Bomba et a récemment été équipé pour le tourisme à thème.
- Belvédère sur Sangro et sur le lac de Bomba.
- Fontaine de Sambuceto, dans le hameau de Sambuceto, construite au XIXe siècle comme abreuvoir et lavoir[23].